# Чистокровний верховий кінь

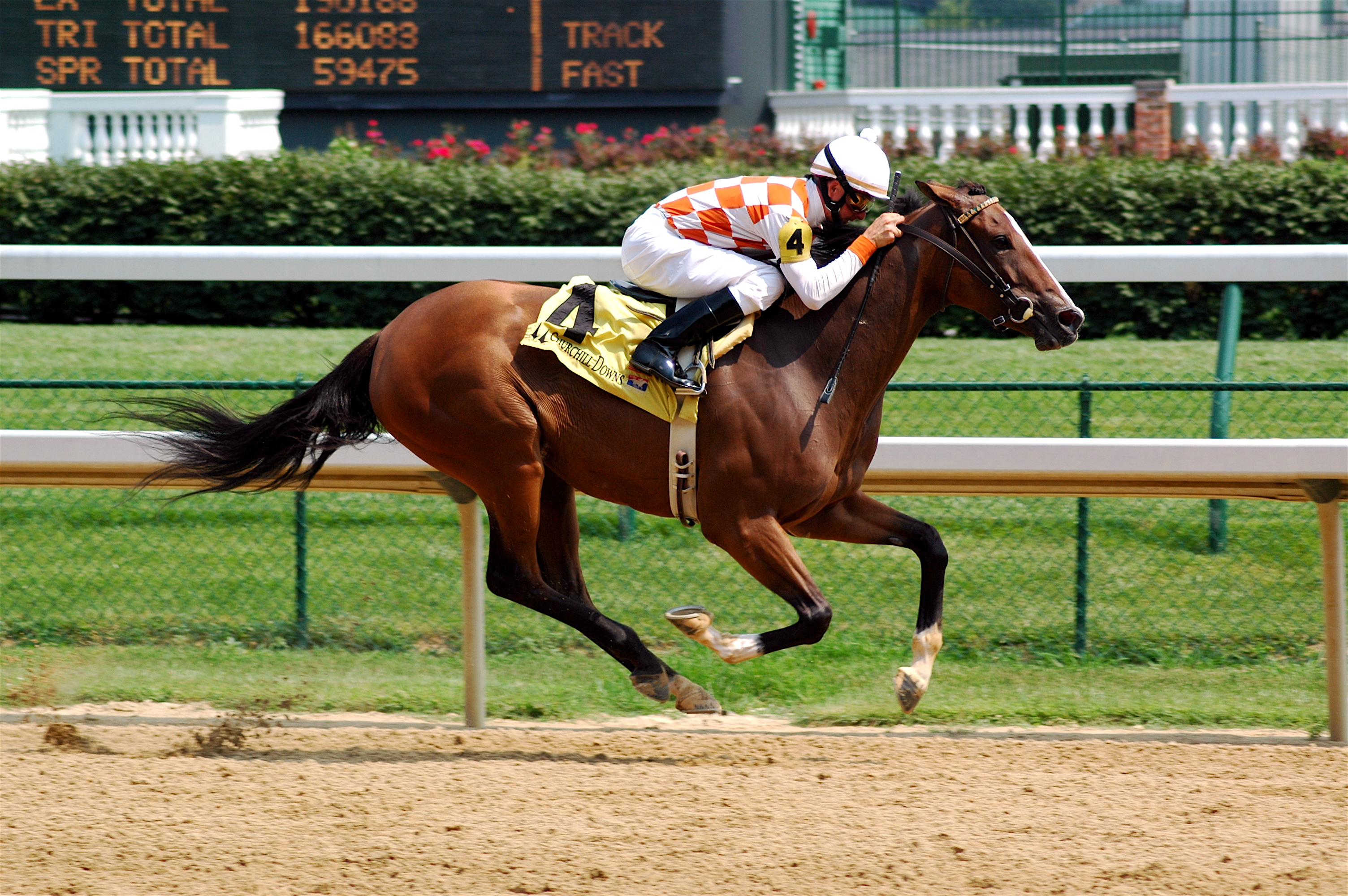
Чистокровний кінь на іподромі Churchill Downs, США

Чистокро́вний верхови́й кінь — чистокровна порода верхових коней, виведена в Англії. Спочатку ці коні називалися англійськими скаковими, але відтоді, як їх почали розводити практично в усіх країнах світу, було прийняте рішення змінити назву породи.

## Загальна характеристика породи
Коні чистокровної англійської породи не перевершені по жвавості, їх нормою вважається чвал зі швидкістю 1 км на хвилину. На коротких і середніх дистанціях (до 2800 м) сучасні чистокровні коні розвивають середню швидкість близько 60 км/год, на довгих дистанціях (понад 3000 м) вони скачуть зі швидкістю 55 км/год. Абсолютний рекорд швидкості серед представників чистокровної верхової породи належить жеребцю Біч Рекіту, який у Мехіко на дистанції в 409,26 м (1/4 милі) розвинув швидкість 69,69 км/год. Брати участь у перегонах з чистокровними кіньми заборонено коням інших порід, оскільки будь-який чистокровний кінь значно швидший за будь-якого іншого коня. Саме завдяки розвиненій і перевіреній системі перегонів і тренінгу вдалося вивести цю породу. Можна сказати, що чистокровний кінь «народився на перегонах». Вся будова тіла, внутрішня і зовнішня цього коня говорить про його призначення. Серце чистокровного коня більше й потужніше за серце коней інших порід, об'єм легенів більший. У спокої пульс чистокровного коня становить близько 60 ударів на хвилину. Під час жвавого чвалу він зростає до 140 ударів на хвилину.
Чистокровним кінь вважається лише в тому випадку, якщо його батько і мати записані в племінну книгу і, відповідно, самі є чистокровними. Якщо ж у родоводі коня хоча б у десятому коліні виявиться предок, який не належить до чистокровної породи, то ані самого коня, ані всіх його предків, висхідних до цього, не чистокровного коня, не визнають і в племінну книгу не занесуть. Крім цього, йому буде заборонено брати участь в усіх офіційних перегонах. Таким чином, всі чистокровні коні протягом своєї трьохсотрічної історії жодного разу не зазнали впливу чужої крові. «За правилами тільки ті коні, родовід яких можна простежити до племінних жеребців і кобил, записаних у першому томі Дженераль Студбука, опублікованого в 1793 році, мають право вважатися чистокровними.» — Ф. Тезіо «Розведення скакових коней».

## Екстер'єр
Екстер'єр коня чистокровної верхової породи за довгих ліній характеризується квадратним форматом. Висота в холці 155—170 см.
Голова благородна, легка, суха, з подовженою лицьовою частиною і прямим профілем. У деяких коней іноді зустрічається велика і груба голова. Ганаші широко розставлені. Очі розумні, виразні, великі і опуклі. Ніздрі широкі, тонкі, легко розширюються. Потилиця довга. Шия довга, тонка, пряма, з нормальним виходом. Коротка, оленяча і лебедина шия зустрічаються рідко. Загривок високий, довгий, більш розвинений і оформлений, ніж у інших порід. У маток, з віком і збільшенням кількості вижеребків, нерідко зустрічається м'яка спина. Поперек також часто заповнений мускулатурою недостатньо. Круп довгий, овальний і, як правило, злегка спущений або прямий. Скакові коні зі спущеним крупом стали чисельнішими за коней з прямим крупом.
Груди глибокі, довгі, середні завширшки, дуже просторі, з відхиленими назад ребрами. Корпус конусоподібний, звернений широким боком уперед. Живіт, за систематичного тренінгу — сухорлявий.
У чистокровних коней потужні важелі кінцівок з яскраво окресленими сухожиллями і чудово розвинена, щільна, рельєфна мускулатура. Ноги сухі, чисті, сильні, зазвичай правильно поставлені.
Передні кінцівки сухі, з добре розвиненими суглобами і яскраво окресленими сухожиллями. Лопатка довга, косопоставлена, плечова кістка і підпліччя — довгі, зап'ястя широке, добре розвинене. Зустрічається козинець (у різному ступені), а також клишоногість передніх ніг. Бабки у більшості довгі, нормального нахилу. Копита, як правило, невеликі, нормальної форми, з щільним рогом.
Оброслість ніг, гриви і хвоста невелика. Чуб розвинений погано, грива коротка з тонкого шовковистого волосу, щітки відсутні або мало розвинені. Хвіст негустий і рідко спускається нижче скакального суглоба. Покривний волос у чистокровних коней тонкий і негустий. Під тонкою шовковистою шкірою чітко проступають вени і м'язи.
Масть зазвичай гніда або руда, рідше темно-гніда, каракова, сіра і ворона. Загалом конярі при розведенні цієї породи проводять відбір за жвавістю і не приділяють великої уваги екстер'єру, тому серед чистокровних верхових коней трапляються тварини з різними вадами зовнішності. Добрим скакунам притаманні глибока попруга, довгий задній окіст, можливо сильний розвиток м'язів стегна, довгі плече і ребра, здавлені груди і дещо звислі крижі. 

## Історія породи
Чистокровний верховий кінь з точки зору генетики не чистокровний, оскільки є продуктом схрещування власне місцевих, тобто англійських, коней з жеребцями різних східних порід. Втім, після початкового прилиття східної крові, подальше розведення тварин відбувалося лише шляхом схрещування між собою, тому, подібно до арабських коней, цю породу наразі вважають чистокровною.
У XVIII столітті в англійській армії був дуже високий попит на жвавих верхових коней. Так, був встановлений певний стандарт висоти, і коней нижче цього стандарту тримати у військових частинах, а тим більше використовувати для розведення, було заборонено. В той час багаті англійці стали завозити елітних коней різних верхових порід, а також метисів з Іспанії, Німеччини, Франції, Північної Африки і Близького Сходу. Численні аматорські перегони на парі, а також полювання виявляли коней зі значними здібностями, які і ставали плідниками. Так, до середини XVIII століття в королівських стайнях Англії стояли елітні коні верхового складу з відмінними здібностями.
Родовід чистокровних верхових коней веде до трьох спільних предків, привезених до Англії з країн Сходу. Сьогодні серед вчених-гіпологів немає єдиної думки, до яких порід належали три жеребці, що стали родоначальниками унікальної скакової породи. Попри те, що в історії збереглися відомості про те, хто, звідки і яким чином привіз цих трьох жеребців в Англію, і що збереглися їх клички — Дарлі-араб (Darley Arabian), Годольфін-араб чи бербер (Godolphin Arabian, Godolfin Borb) і Байєрлі-турок (Byerly Turk), з упевненістю сказати, що вони належали до арабської і турецької порід, сьогодні не можна. Але саме Дарлі, Годольфін і Байєрлі стали родоначальниками породи. До їх прямих нащадків, відповідно, рудого Екліпса (1764 р.н.), гнідих Метчема (1748 р.н.) й Герода (1758 р.н.) сьогодні сходять родоводи усіх чистокровних коней світу. У племінну книгу з 1793 року вносяться тільки прямі нащадки цих жеребців. Привносити кров коней інших порід заборонено.
При виведенні породи проводився суворий відбір плідників. Основним показником для відбору чистокровних коней був результат біля фінішного стовпа — це дозволило за 300 років вивести найжвавішу спортивну породу. 

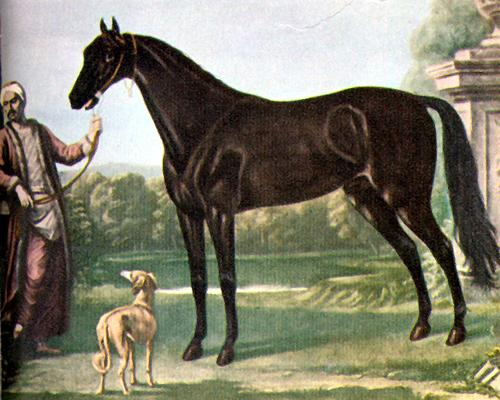
жеребец Байерли
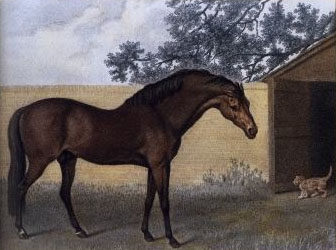
жеребец Годольфин
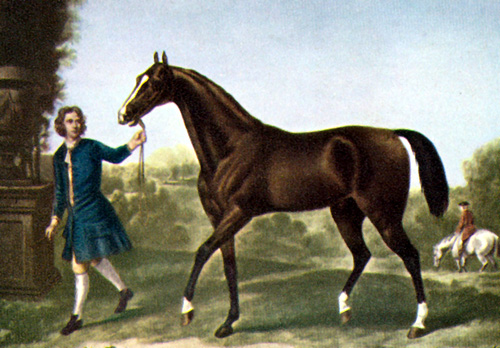
жеребец Дарли

### Екліпс

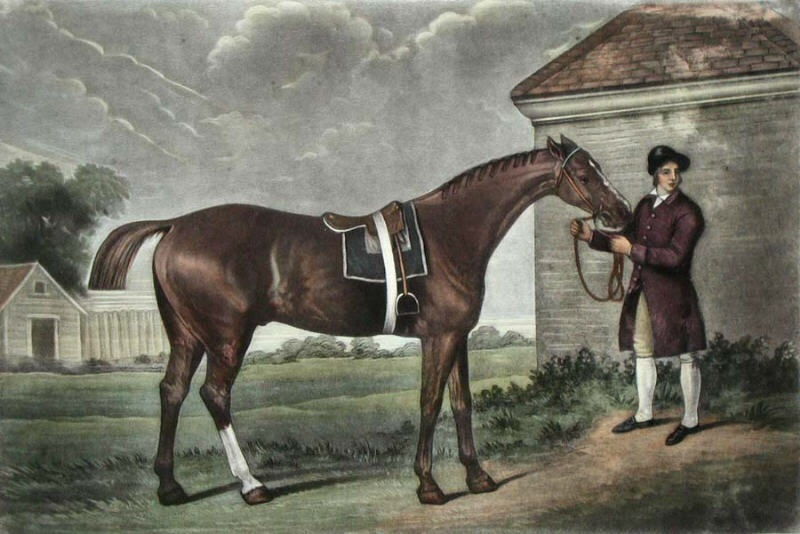
Екліпс

Особливий внесок в набуття новою породою жвавості належить рудому жеребцю Екліпсу (Eclips), онуку Дарлі. Свою кличку він отримав за те, що народився в день сонячного затемнення 1 квітня 1764 року. І хоча дідом його був знаменитий східний жеребець Дарлі, в його родоводі було не менше 15 коней, чиє походження було сумнівним. Зовні цей жеребець також не відзначався красою — зад його був трохи вище загривка, тож вершникові сидіти на ньому було не дуже зручно. Скакав він, опускаючи морду майже до самої землі, через що неодноразово жокеї перелітали через його голову. Однак пам'ять про цього скакуна збереглася. «Екліпс перший, інші — ніде», — говорить англійське прислів'я. Екліпс 11 разів отримував Королівський кубок — приз найкращому коню Об'єднаного Королівства. Протягом 23 років Екліпс брав участь у 26 (у 18-ти за іншими джерелами) перегонах і жодного разу не зазнав поразки. Більш того, жоден з його суперників не зміг навіть наблизитись до нього на фініші. На початку кар'єри Екліпса  на аукціоні за нього заплатили 75 фунтів стерлінгів, після смерті видатного жеребця його скелет був проданий вже за тисячу фунтів. При розтині відкрився секрет непереможності Екліпса — серце його було більшим, ніж у будь-якого іншого коня відповідного розміру і ваги — 6,3 кг проти 5 кг. 344 нащадки Екліпса (мається на увазі, діти й онуки) виявилися видатними скакунами. Сьогодні велика частина ліній чистокровних коней сходить саме до Екліпса. Сучасна ергономіка пояснює феномен Екліпса «ефектом жаби»: при високому плоскому крупі збільшується стегно і подовжується стрибок. Випрямлений плече-лопатковий суглоб вкорочує передні ноги. Сила інерції при довгому стрибку змушує голову рухатися вперед, тому вона «моталася» у Екліпса між передніми ногами. Генетики, намагаючись вивести «ген жвавості», прийшли до висновку, що кістки, хрящі та сухожилля у Екліпса були втричі міцніші, ніж у звичайних коней. Це і дозволяло йому обходитися без травм, пересуваючись таким ризикованим чином. 

## Поширення чистокровної породи

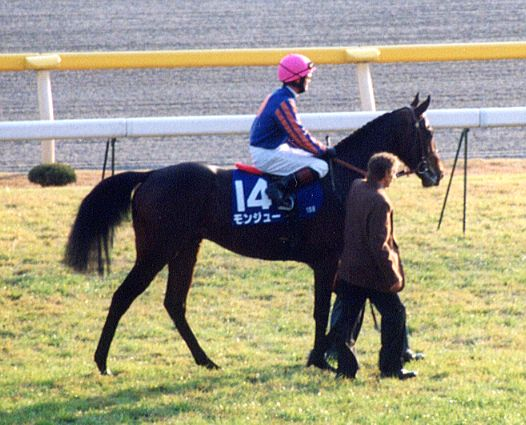
Переможець призу Тріумфальної Арки жеребець Монтжу з Франції

У 1793 році був виданий перший том племінної книги породи, де вперше з'явилася заборона на внесення коня до книги, якщо він у своєму родоводі має хоча б одного предка в будь-якому поколінні, який не вів би до Екліпса, Герода або Метчема. 1821 року порода була визнана офіційно. Незабаром в XIX столітті були прийняті практично всі ті правила участі коней у перегонах, які є дійсними і до сьогодні. Ці правила були розроблені з урахуванням фізіології й темпераменту чистокровного коня. Жокеї стали стояти на коротких стременах над спиною коня, щоб не ускладнювати його рухів, вага жокеїв і всієї амуніції була жорстко регламентована (не більше за 60 кг). Перегони почали швидко поширюватись Європою, згодом перегони почали влаштовувати в США, Австралії, Новій Зеландії, Канаді, країнах Південної Америки. Усюди вони проводилися за єдиними правилами і суворо велися племінні книги чистокровної верхової породи. Тривалий час центром розведення чистокровного коня все ж залишалася Англія. Але незабаром з'явилися видатні коні у Франції і Німеччині, в Італії, США і Австралії. До середини XX століття вже складно було назвати Англію провідною скаковою державою. Класичні англійські перегони на найстаріших іподромах залишаються в числі найважливіших у світі, однак великі скакові призи стали проводитися і у Франції, і в США, і в Австралії. Пізніше до них приєдналися країни Близького Сходу, а також Південно-Східна Азія — Гонконг і Сінгапур. Сьогодні перегони на чистокровних верхових конях проводяться практично в будь-якій країні світу. Лише найпівнічніші країни, такі як Фінляндія, Норвегія, Швеція, не проводять на своїй території перегонів — клімат цих країн не сприяє утримувати теплолюбних представників цієї породи. Але і в цих країнах розводять чистокровних коней — здебільшого як покращувачів інших порід верхових коней. Сьогодні найкращих чистокровних коней, які претендують на перемогу в будь-якому міжнародному призі, розводять в Англії, Ірландії, Франції, США, Канаді, країнах арабського Сходу. Попри величезну кількість у світі племінних ліній, в породі виділяється одна, найбільша лінія. Родоначальником її став жеребець Неарко (Фарос — Ногара 1935), народжений в Італії в стайні одного з найкращих скакових конярів Федеріко Тезіо. Цей жеребець з успіхом скакав у себе на батьківщині, а також в деяких інших країнах. Сьогодні його лінія розвивається через синів Назруллу (від видатної кобили Мумтаз Бегам) і Неарктика (від Леді Анджели). Значна частина сучасних переможців найбільших перегонів, незалежно від країни народження, є представниками саме цієї лінії.

## Вплив чистокровних коней на інші породи

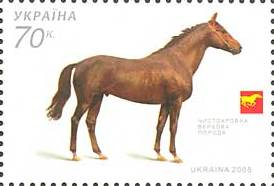

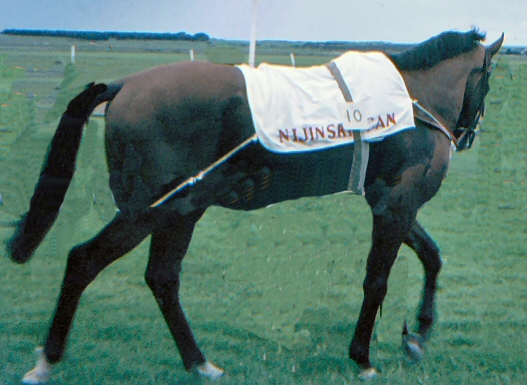
Жеребець Ніжинський II, видатний скакун, представник лінії Неарко

При схрещуванні з іншими породами чистокровний верховий кінь передає їм свій зріст, жвавість, енергію, об'ємні легені, розвинену мускулатуру, щільні кістки й сухість складу; тому однаково може слугувати для поліпшення як верхових, так і упряжних коней. Наприклад, стандартбредні коні, виведені для перегонів риссю й інохіддю, ведуть до чистокровного скакового жеребця Месенджера, який ніколи не бігав, а виступав у перегонах. Французькі рисаки походять від жеребця Янга Реттлера, один із батьків якого був чистокровним верховим конем. Орловських рисаків схрещують з чистокровними кіньми й у наш час. Здебільшого вплив скакової крові на орловську породу відбувся через рідних братів Фортунато 1973 р.н. і Фагота 1980 р.н. (Піон — Фабула), чий дід по матері був чистокровним верховим. Сьогодні нащадки цих жеребців успішно змагаються з чистопородними орловськими рисаками і показують відмінну жвавість на рисі.
В Аргентині розводять знаменитих коней для гри в поло. Як правило, ці невеликі, рухливі, верткі тварини, здатні рвонути з місця на повній швидкості і так само стрімко зупинитися або повернути в будь-яку сторону, походять при схрещуванні місцевої породи криольйо з чистокровними кіньми, а також від різноманітних схрещувань їхніх нащадків. Практично всі верхові породи поліпшувалися за допомогою англійських верхових коней, і час від часу відбувається таке схрещування задля збереження зросту, статури, а найголовніше, сили і жвавості, яку дають ці коні.
Разом з тим, через гарячкуватість чистокровні верхові коні рідко беруть участь у змаганнях з виїздки, не мають таких стрибкових здібностей, які потрібні в конкурі вищого класу, частіше скакові коні є учасниками кінного триборства, де потрібна перш за все швидкість, витривалість і хоробрість. Але, тим не менш, без приливання крові чистокровних верхових не було б тих великих, ставних і потужних коней спортивних (теплокровних і напівкровних) порід, які є основними учасниками цих видів кінного спорту. Час від часу селекціонери, які працюють з цими кіньми, роблять вливання скакової крові в породу, щоб зберегти на рівні зріст, пропорції тулуба, жвавість і силу. Без цього всі ці коні поступово почнуть деградувати. Причому, якщо в запряжних і робочих породах селекціонери намагаються доливати скакову кров через кобил, то в спортивних породах зазвичай використовуються чистокровні жеребці. Найвідомішим чистокровним виробником у спортивних породах став жеребець Ледікіллер, що заснував цілу лінію в голштинській породі, яка сьогодні є однією з найбільших. Велику роль також зіграв у будьонівській породі куплений в Англії чистокровний жеребець Рауфбольд (Олеандр — Рейхенбах 1940), від якого походить окрема лінія. У родоводах цих коней всі присутні чистокровні предки завжди позначені символами ХХ, які стоять після клички. Феномен чистокровних коней полягає в тому, що без них багато порід не можуть існувати, а вони самі більше 300 років розводяться без приливання чужої крові і не тільки не деградують, а й покращують свої швидкісні показники.

## Використання чистокровних коней
Основним призначенням чистокровного коня є перегони — гладкі доріжками іподрому і бар'єрні (стипль-чези і кроси) доріжками іподрому або поля. Через свій запальний характер, надмірну енергійність вони не призначені для простих любителів коней. Ці коні потребують щоденної розрядки чвалом і твердої руки фахівця. Крім перегонів представників цієї породи використовують для змагань з триборства, а англійці використовують цих коней у традиційних для них полюваннях на лисиць. Велика кількість коней, які не виявили себе в перегонах, стать покращувачами інших порід, і це теж призначення чистокровного коня.